# Haina (Südthüringen)
Haina (Südthüringen) este o comună din landul Turingia, Germania.